# Ronde van Italië voor vrouwen 1997
De Ronde van Italië voor vrouwen 1997 (Italiaans: Giro Donne 1997) werd verreden van woensdag 2 juli tot en met zondag 13 juli in Italië. Het was de achtste editie van de rittenkoers, die van de UCI de classificatie categorie 2.1 had meegekregen. De ronde telde twaalf etappes. Titelverdedigster was de Italiaanse Fabiana Luperini, die de ronde tweemaal op rij (1995-1996) had gewonnen. 

## Etappe-overzicht
| etappe | datum   | start              | finish         | afstand  | winnaar              | klassementsleider |
| ------ | ------- | ------------------ | -------------- | -------- | -------------------- | ----------------- |
| 1e     | 2 juli  | Barrea             | Pescasseroli   | 92 km    | Diana Žiliūtė        | Diana Žiliūtė     |
| 2e     | 3 juli  | Colonnella         | Martinsicuro   | 116 km   | Nada Cristofoli      | Imelda Chiappa    |
| 3e     | 4 juli  | Trodica Morrovalle | Macerata       | 115 km   | Valeria Cappellotto  | Imelda Chiappa    |
| 4e     | 5 juli  | Gubbio             | Umbertide      | 108.5 km | Diana Žiliūtė        | Diana Žiliūtė     |
| 5e     | 6 juli  | Castrocaro Terme   | Forlì          | 116 km   | Fabiana Luperini     | Fabiana Luperini  |
| 6e     | 7 juli  | Ostellato          | Portomaggiore  | 20 km    | Diana Žiliūtė        | Fabiana Luperini  |
| 7e     | 8 juli  | Piove di Sacco     | Monteselice    | 99 km    | Catherine Marsal     | Fabiana Luperini  |
| 8e     | 9 juli  | Zevio              | Verona         | 111 km   | Sylvie Riedlé        | Fabiana Luperini  |
| 9e     | 10 juli | Feltre             | Agordo         | 91 km    | Fabiana Luperini     | Fabiana Luperini  |
| 10e    | 11 juli | Forgaria           | Monte Zoncolan | 79 km    | Fabiana Luperini     | Fabiana Luperini  |
| 11e    | 12 juli | Tolmezzo           | Udine          | 99 km    | Gabriella Pregnolato | Fabiana Luperini  |
| 12e    | 13 juli | Udine              | Trieste        | 110 km   | Diana Žiliūtė        | Fabiana Luperini  |

## Etappe-uitslagen

### 1e etappe
| Barrea – Pescasseroli (92 km) |                |       |          |
| Plaats                        | Naam           | Ploeg | Tijd     |
| Winnaar                       | Diana Žiliūtė  |       | 2u30'48" |
| 2                             | Imelda Chiappa |       | z.t.     |
| 3                             | Simona Parente |       | z.t.     |

### 2e etappe
| Colonnella – Martinsicuro (116 km) |                 |       |          |
| Plaats                             | Naam            | Ploeg | Tijd     |
| Winnaar                            | Nada Cristofoli |       | 2u58'02" |
| 2                                  | Imelda Chiappa  |       | z.t.     |
| 3                                  | Yvonne Brunen   |       | z.t.     |

### 3e etappe
| Trodica Morrovalle – Macerata (115 km) |                     |       |          |
| Plaats                                 | Naam                | Ploeg | Tijd     |
| Winnaar                                | Valeria Cappellotto |       | 3u08'57" |
| 2                                      | Diana Žiliūtė       |       | z.t.     |
| 3                                      | Imelda Chiappa      |       | z.t.     |

### 4e etappe
| Gubbio – Umbertide (108.5 km) |                  |       |          |
| Plaats                        | Naam             | Ploeg | Tijd     |
| Winnaar                       | Diana Žiliūtė    |       | 2u41'36" |
| 2                             | Barbara Heeb     |       | z.t.     |
| 3                             | Fabiana Luperini |       | z.t.     |

### 5e etappe
| Castrocaro Terme – Forlì (116 km) |                        |       |          |
| Plaats                            | Naam                   | Ploeg | Tijd     |
| Winnaar                           | Fabiana Luperini       |       | 3u14'40" |
| 2                                 | Alessandra Cappellotto |       | +02' 23" |
| 3                                 | Luisa Pegoraro         |       | z.t.     |

### 6e etappe
| Ostellato – Portomaggiore (individuele tijdrit over 20 km) |                |       |          |
| Plaats                                                     | Naam           | Ploeg | Tijd     |
| Winnaar                                                    | Diana Žiliūtė  |       | 0u26'18" |
| 2                                                          | Imelda Chiappa |       | +00' 17" |
| 3                                                          | Linda Jackson  |       | +00' 28" |

### 7e etappe
| Piove di Sacco – Monteselice (99 km) |                   |       |          |
| Plaats                               | Naam              | Ploeg | Tijd     |
| Winnaar                              | Catherine Marsal  |       | 2u28'01" |
| 2                                    | Regina Schleicher |       | z.t.     |
| 3                                    | Sara Felloni      |       | z.t.     |

### 8e etappe
| Zevio – Verona (111 km) |                |       |          |
| Plaats                  | Naam           | Ploeg | Tijd     |
| Winnaar                 | Sylvie Riedlé  |       | 2u45'37" |
| 2                       | Diana Žiliūtė  |       | +00' 57" |
| 3                       | Yvonne Schnorf |       | z.t.     |

### 9e etappe
| Feltre – Agordo (91 km) |                   |       |          |
| Plaats                  | Naam              | Ploeg | Tijd     |
| Winnaar                 | Fabiana Luperini  |       | 2u52'26" |
| 2                       | Imelda Chiappa    |       | +02' 44" |
| 3                       | Edita Pučinskaitė |       | z.t.     |

### 10e etappe
| Forgaria – Monte Zoncolan (79 km) |                  |       |          |
| Plaats                            | Naam             | Ploeg | Tijd     |
| Winnaar                           | Fabiana Luperini |       | 2u26'58" |
| 2                                 | Barbara Heeb     |       | +00' 34" |
| 3                                 | Linda Jackson    |       | +01' 33" |

### 11e etappe
| Tolmezzo – Udine (99 km) |                      |       |          |
| Plaats                   | Naam                 | Ploeg | Tijd     |
| Winnaar                  | Gabriella Pregnolato |       | 2u30'00" |
| 2                        | Imelda Chiappa       |       | z.t.     |
| 3                        | Diana Žiliūtė        |       | z.t.     |

### 12e etappe
| Fornacette – Firenze (92.8 km) |                 |       |          |
| Plaats                         | Naam            | Ploeg | Tijd     |
| Winnaar                        | Diana Žiliūtė   |       | 2u33'18" |
| 2                              | Cinzia Faccin   |       | z.t.     |
| 3                              | Berta Fernández |       | z.t.     |

## Eindklassementen
| Plaats    | Naam                   | Ploeg | Tijd      |
| --------- | ---------------------- | ----- | --------- |
| Roze trui | Fabiana Luperini       |       | 30u24'31" |
| 2         | Linda Jackson          |       | +04' 46"  |
| 3         | Edita Pučinskaitė      |       | +05' 35"  |
| 4         | Barbara Heeb           |       | +06' 31"  |
| 5         | Imelda Chiappa         |       | +07' 03"  |
| 6         | Luisa Pegoraro         |       | +11' 12"  |
| 7         | Alessandra Cappellotto |       | +12' 09"  |
| 8         | Elisabeth Chevanne     |       | +12' 21"  |
| 9         | Diana Žiliūtė          |       | +13' 24"  |
| 10        | Roberta Bonanomi       |       | +13' 38"  |

| Plaats      | Naam             | Ploeg | Punten |
| ----------- | ---------------- | ----- | ------ |
| Paarse trui | Diana Žiliūtė    |       | 192    |
| 2           | Imelda Chiappa   |       | 147    |
| 3           | Fabiana Luperini |       | 103    |

| Plaats      | Naam             | Ploeg | Punten |
| ----------- | ---------------- | ----- | ------ |
| Groene trui | Fabiana Luperini |       | 41     |
| 2           | Barbara Heeb     |       | 23     |
| 3           | Imelda Chiappa   |       | 7      |

| Plaats      | Naam          | Ploeg | Punten |
| ----------- | ------------- | ----- | ------ |
| Blauwe trui | Greta Zocca   |       | 42     |
| 2           | Sara Felloni  |       | 39     |
| 3           | Diana Žiliūtė |       | 17     |

| Plaats     | Naam               | Ploeg | Tijd      |
| ---------- | ------------------ | ----- | --------- |
| Witte trui | Edita Pučinskaitė  |       | 30u30'06" |
| 2          | Elisabeth Chevanne |       | +06' 46"  |
| 3          | Diana Žiliūtė      |       | +07' 49"  |

| Plaats      | Naam              | Ploeg | Tijd      |
| ----------- | ----------------- | ----- | --------- |
| Oranje trui | Linda Jackson     |       | 30u29'17" |
| 2           | Edita Pučinskaitė |       | +00' 49"  |
| 3           | Barbara Heeb      |       | +01' 45"  |

 winnaars · 
roze trui · 
  puntenklassement · 
  bergklassement · 
 jongerenklassement · 
 intergiro · 
 ploegenklassement · 
 strijdlust · 
 zwarte trui
Giro d'Italia Next Gen · Giro Donne · Cima Coppi
 Belgische rozetruidragers · etappewinnaars
 Nederlandse rozetruidragers · etappewinnaars
Mannen:
1909 · 
1910 · 
1911 · 
1912 · 
1913 · 
1914 · 
1919 · 
1920 · 
1921 · 
1922 · 
1923 · 
1924 · 
1925 · 
1926 · 
1927 · 
1928 · 
1929 · 
1930 · 
1931 · 
1932 · 
1933 · 
1934 · 
1935 · 
1936 · 
1937 · 
1938 · 
1939 · 
1940 · 
1946 · 
1947 · 
1948 · 
1949 · 
1950 · 
1951 · 
1952 · 
1953 · 
1954 · 
1955 · 
1956 · 
1957 · 
1958 · 
1959 · 
1960 · 
1961 · 
1962 · 
1963 · 
1964 · 
1965 · 
1966 · 
1967 · 
1968 · 
1969 · 
1970 · 
1971 · 
1972 · 
1973 · 
1974 · 
1975 · 
1976 · 
1977 · 
1978 · 
1979 · 
1980 · 
1981 · 
1982 · 
1983 · 
1984 · 
1985 · 
1986 · 
1987 · 
1988 · 
1989 · 
1990 · 
1991 · 
1992 · 
1993 · 
1994 · 
1995 · 
1996 · 
1997 · 
1998 · 
1999 · 
2000 · 
2001 · 
2002 · 
2003 · 
2004 · 
2005 · 
2006 · 
2007 · 
2008 · 
2009 · 
2010 · 
2011 · 
2012 · 
2013 · 
2014 · 
2015 · 
2016 · 
2017 · 
2018 · 
2019 · 
2020 · 
2021 · 
2022 · 
2023 · 
2024 · 
2025
Vrouwen:
1988 · 
1989 · 
1990 · 
1991 ·
1992 ·
1993 · 
1994 · 
1995 · 
1996 · 
1997 · 
1998 · 
1999 · 
2000 · 
2001 · 
2002 · 
2003 · 
2004 · 
2005 · 
2006 · 
2007 · 
2008 · 
2009 · 
2010 · 
2011 · 
2012 ·
2013 · 
2014 ·
2015 ·
2016 ·
2017 ·
2018 ·
2019 ·
2020 ·
2021 ·
2022 ·
2023 ·
2024 ·
2025